# Andrzej Rzepka
Andrzej Rzepka (ur. 3 kwietnia 1969 w Gorzowie Wielkopolskim) – polski żużlowiec.

## Kariera sportowa
Sport żużlowy uprawiał w latach 1989–2001, reprezentując kluby Stal Gorzów Wielkopolski (1989–1990), Polonez Poznań (1991), Polonia Piła (1992–1994), Polonia Bydgoszcz (1995), J.A.G. Speedway (1996), OTŻ Opole (1997–1998) oraz TŻ Lublin (2001). W 1995 r. zdobył brązowy medal drużynowych mistrzostw Polski.
Srebrny medalista młodzieżowych mistrzostw Polski par klubowych (Gdańsk 1989). Finalista mistrzostw Polski par klubowych (Gorzów Wielkopolski 1992 – V miejsce). Finalista turnieju o "Srebrny Kask" (Zielona Góra 1990 – XVI miejsce).